# Tetracerus quadricornis
O Antílope-de-quatro-cornos, tetrácero, ou chousingha (Tetracerus quadricornis) é um antílope encontrado em florestas na Índia peninsular e no Nepal.